# Multimedia
Der Begriff Multimedia bezeichnet Inhalte und Werke, die aus mehreren digitalisierten Medien bestehen wie Text, Fotografie, Grafik, Animation, Audio und Video.
Als Multimedia (wörtlich = viele/mehrere Medien) bezeichnet man ein Informationssystem digitalisierter Daten, das die Integration und Vernetzung vieler linearer und dynamischer Medien ermöglicht. Dadurch lassen sich gleichzeitig mehrere menschliche Wahrnehmungs- und Kommunikationskanäle aktivieren, insbesondere die der visuellen, auditiven und taktilen/haptischen Wahrnehmung. Die Aktivierung der olfaktorischen Wahrnehmung spielt bei bisherigen Multimedia-Systemen lediglich eine experimentelle Rolle. Durch die vernetzte Integration von Medien – im Gegensatz zur bloßen Addition – entsteht eine hohe Informations-Dichte, also ein besonderer informationeller Mehrwert.
Der Begriff Multimedia kam mit der digitalen Vermittlung von Inhalten auf. Außerdem spielt das Vorhandensein unterschiedlicher Interaktionsmöglichkeiten eine wichtige Rolle, z. B. aktive Navigation, Manipulation von Inhalten oder Steuerung von Wiedergabeparametern. Aufgrund des technischen Fortschritts der Digitalisierung und der gesteigerten Leistungsfähigkeit von Computern erlebte Multimedia eine stürmische Entwicklung.
Bernd Weidenmann (2001) nennt neben der Interaktivität zwei weitere Eigenschaften, die Medien erfüllen müssen, damit man sie als multimedial bezeichnen kann. Zum einen müssen mehrere Kodierungsformen verwendet werden (Multikodalität). Texte verwenden beispielsweise eine symbolische Kodierungsform (verbal), unabhängig davon, ob sie gedruckt sind oder gesprochen werden. Ein Bild stellt hingegen eine abbildhafte bzw. imaginäre (realgetreu oder schematisch/typisierend) Kodierungsform dar. Zum anderen müssen verschiedene Sinnesmodalitäten eingesetzt werden (Multimodalität). Darunter versteht man die angesprochenen Sinne des Menschen. Die häufigsten Sinne sind der auditive (Hör-) und der visuelle (Seh-)Sinn. Teilweise ist es auch schon heute mithilfe der Force-Feedback-Technik möglich, den Tast- oder Geruchssinn anzusprechen.
Ein Text auf dem Computermonitor ist somit monokodal (symbolisch / verbal) und monomodal (visuell). Wird er jedoch durch Originalton (auditiv und abbildhaft / realgetreu) untermalt, sind die Eigenschaften Multimodalität (visuell und auditiv) und Multikodalität (abbildhaft / realgetreu und symbolisch / verbal) als Bedingung erfüllt. Ein Film ist ebenfalls multimodal (visuell und auditiv) und meist auch multikodal (abbildhaft und symbolisch).

## Geschichte
Die Idee mehrere Medien gleichzeitig einzusetzen ist alt, viel älter als der Begriff „Multimedia“. Bereits in der Renaissance gab es Visionen vom „Sprechenden Buch“ (z. B. C. de Bergerac). Mit der Laterna magica wurde seit dem 17. Jh. – und dann insbesondere im 19. Jh. – versucht, die Illusion von „Mehrere Medien“ zu vermitteln. Aus der Kunstgeschichte sind Versuche bekannt, verschiedene Medien zu einer neuen Ausdrucksqualität zu bündeln (z. B. bei den Dadaisten, den Futuristen, im Surrealismus oder bei den Aktions-Künstlern).
In den 1970er Jahren wurde der Begriff „Multimedia“ oder „multimedial“ in der Kommunikations-Soziologie zur Charakterisierung solcher technischen Arrangements aufgegriffen, die einen multisensorischen Kommunikations-Output zum Ziel haben. Kodak kam seinerzeit mit einem als „Multi Vision“ bezeichneten Präsentations-Arrangement auf den Markt, bei dem mehrere ihrer „Carousel“-Diaprojektoren und Tonträger kombiniert wurden. Die elektronisch gesteuerten Überblendungseffekte sollten eine neue Eindrucks-/Wahrnehmungs-Qualität vermitteln. Dies war bestenfalls eine Vorstufe zu, aber noch kein „Multimedia“ im aktuellen Verständnis. In diesen Jahren wurden von verschiedenen Verlagen auch sogenannte „multimediale“ Lehrmittel-Pakete angeboten. Hierbei handelte es sich jedoch nicht um Multimedia, sondern schlicht um Kombinationen mehrerer analoger Lehrmittel (Texte, Dias, Filme, Tonbänder, Arbeitsmaterialien usw.) zu bestimmten Themenkomplexen.

## Multimedia-Kommunikation im Marketing
Unter Multimedia-Kommunikation ist die Planung, Organisation, Durchführung und Kontrolle sämtlicher Maßnahmen zu fassen, die dazu dienen, Botschaften, die durch Kombinationen von Text-, Grafik-, Ton-, Bild- und Bewegtbildelementen gestaltet sind, durch elektronische Medien abzusenden, um mit dem Konsumenten in Interaktion zu treten und die Kommunikationsziele des Unternehmens zu realisieren.

## Neue Formen der Werbung durch Multimedia
Internetwerbung
Kommunikative Werbebotschaften werden über Banner und Bilder auf Websites und auch über auftauchende Pop-ups übermittelt. Aber auch über die Ergebnisse von Suchmaschinenanfragen wird Internetwerbung praktiziert, indem die betroffenen Unternehmen und ihre Produkte bei einer Suchanfrage eher, als Treffer, angezeigt werden als andere.
Vorteile:
- Etablierung des Internets als Massenmedium
- Individualisierte Ansprache
- Dialogorientierung
- Vielfalt an Formaten
- Suchmaschinen-Marketing
- Exakte Werbeerfolgskontrollen sind möglich

Mobile Werbung / Mobile Marketing
Vorteile:
- Es wird eine hohe Penetrationsrate bei den Endgeräten erreicht
- Die Charakteristika des Mediums für sich sind Vorteile (Ortsunabhängigkeit, Erreichbarkeit, Personalisierbarkeit, Interaktivität und Lokalisierbarkeit)
- Bietet die Möglichkeit zu viralem Marketing
- Geringe Vorlaufzeit für Kampagnen
- Hohe Erfolgskontrolle durch Responsemöglichkeiten
- Geeignete Kombinationsmöglichkeiten mit Internet
- Besonders für junge Zielgruppen geeignet

## Pädagogische Aspekte

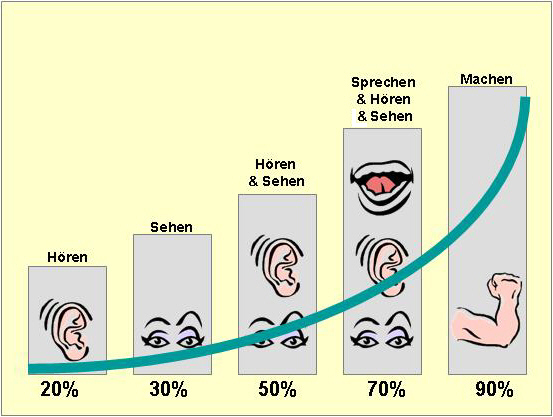
Naive Summentheorie

Verbreitet ist die Auffassung, dass die Nutzung verschiedener Medien dem Betrachter die Wissensaufnahme von Inhalten erleichtert, da der Benutzer die Informationen mit verschiedenen Sinnesorganen aufnimmt. Dem liegt die vordergründig einsichtige Annahme zugrunde, dass Informationen besser „gespeichert“ werden, wenn sie über möglichst viele „Kanäle“ vermittelt werden. In diesem Zusammenhang tauchen Grafiken auf, ähnlich den hier vorgestellten, die den kausalen Zusammenhang zwischen Lerneffekt (grüne Kurve) und Medienmenge illustrieren sollen.
Der Psychologe Bernd Weidenmann bezeichnet diese Argumentation als naive Summentheorie, der jeder empirische Beweis fehle. Vermutlich gründet die Annahme in einer Fehlinterpretation einer Aussage des Begründers der Mediendidaktik, Comenius. Dieser forderte in seiner Schrift „E Scholasticis Labyrinthis Exitus in planum“ unter anderem: „Also sollen auch die Schulen alles den eigenen Sinnen der Lernenden darbieten: damit sie alles selbst sehen, hören, riechen, schmecken, berühren, was gesehen usw. werden kann und muss“.
Empirisch belegt ist, dass es Vorteile beim Lernen gibt, wenn Informationen auf verschiedenen Kanälen präsentiert werden, z. B. ein Bild + Audio-Beitrag. Dies wird damit begründet, dass ein Kanal nur eine begrenzte Kapazität besitzt. Bild + geschriebener Text würde also den visuellen Kanal überfordern, während Bild + Audio gleichzeitig wahrgenommen werden kann.
Der interaktive Aspekt von Multimedia ermöglicht dem Betrachter eine individuell zugeschnittene Wissensvermittlung sowie die erfahrungsorientierte Aufnahme von Inhalten. Diese Vorteile werden insbesondere durch Lernprogramme (E-Learning, Computer Based Training) erschlossen.

## Sonstiges
- Eine wissenschaftliche Konferenzserie, die sich mit den Aspekten von Multimedia auseinandersetzt, ist die ACM Multimedia.
- Der Begriff „Multimedia“ wurde 1995 zum Wort des Jahres gekürt.